# Waldkirch (Alemanha)
Waldkirch é uma cidade da Alemanha, no distrito de Emmendingen, na região administrativa de Friburgo, estado de Baden-Württemberg.
Pertence à rede das Cidades Cittaslow.